# Paintball

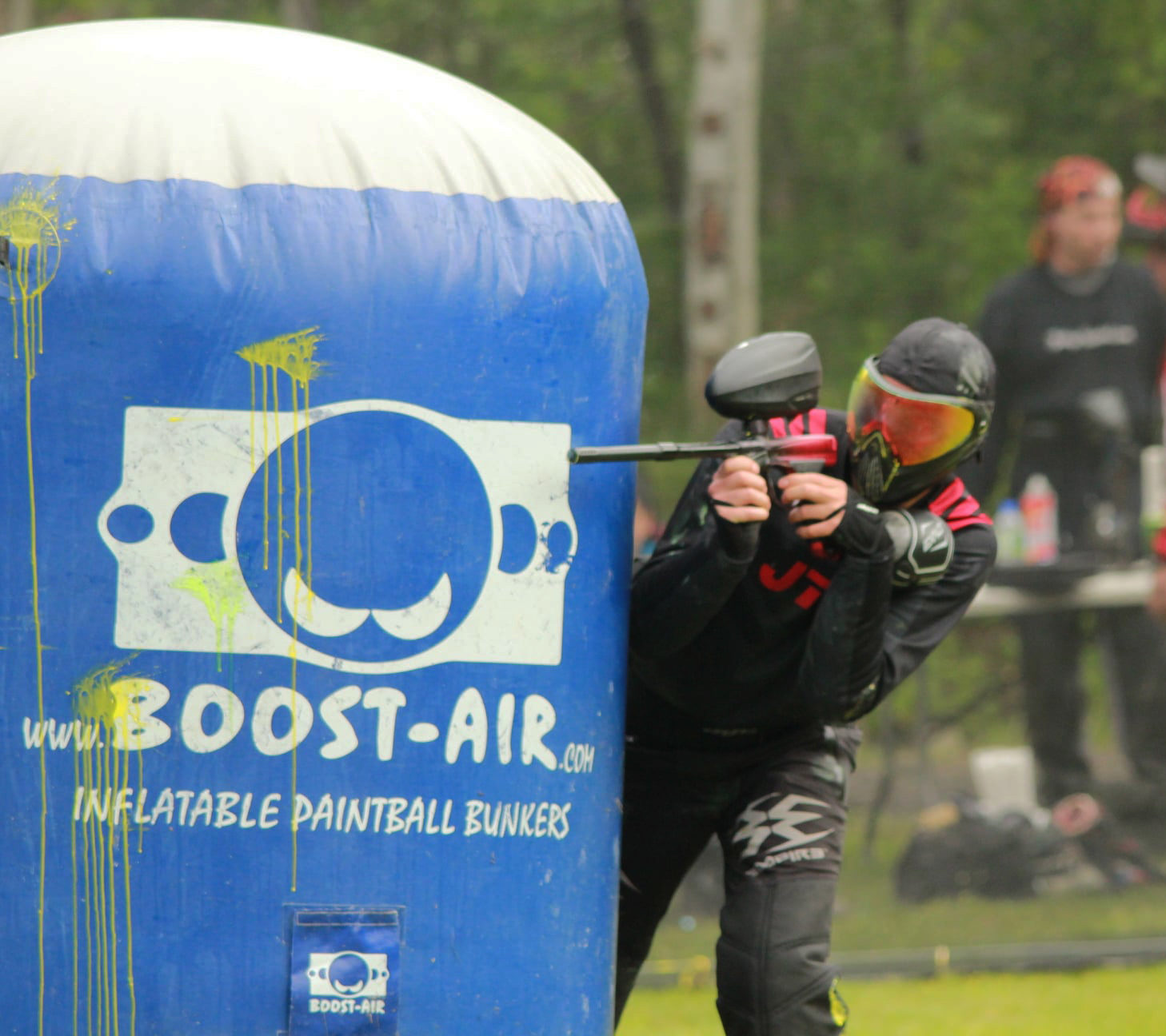
Un giocatore di Paintball (Speedball)

Il paintball è un gioco che ha lo scopo, nei casi più comuni, di conquistare la base avversaria (push the button) oppure di eliminare l'avversario colpendolo con delle palline di gelatina animale o vegetale, riempite di vernice gialla, sparate mediante apposite attrezzature ad aria compressa chiamate marker (marcatori). 
La velocità delle palline raggiunge al massimo 328 km/h (300 piedi al secondo). La capsula della paintball si rompe con l'impatto sugli avversari, rilasciando il contenuto della paintball sugli abiti o sul marcatore eliminando la persona marcata. Un giocatore contrassegnato una volta da una "paintball" viene eliminato. 
Questo sport viene regolarmente praticato anche a livello agonistico in competizioni, tornei e campionati in tutto il mondo.
Le palline per legge devono essere totalmente biodegradabili, atossiche ed ecocompatibili.

## Storia
Ideato nel 1981 da Hayes Noel, Bob Gurnsey e Charles Gaines, fu giocato per la prima volta nel New Hampshire usando una pistola a vernice per segnare gli alberi. Il paintball è diventato rapidamente popolare, specialmente negli Stati Uniti e ha raccolto una folta schiera di partecipanti in tutto il mondo
L'attrezzatura usata varia in base al tipo di gioco e a quanto si vuole spendere. Tuttavia ogni giocatore deve avere:
- Maschera: è una delle poche cose fondamentali per il giocatore da indossare. Questa protezione è obbligatoria quando si pratica il paintball, infatti protegge il viso e soprattutto gli occhi dall'arrivo di pallini. Le maschere utilizzate sono studiate appositamente per il gioco e possono essere di diverse forme o colori.
- Marcatore: Le paintball vengono sparate dal marcatore, dall'inglese "marker". I calibri maggiormente diffusi sono il 0.68" e il più recente 0.50". Il marcatore è composto da una bombola ad aria compressa la cui pressione arriva fino a 300 bar per le bombole in composito da gara. Un'impugnatura a pistola cela il sistema di sparo, meccanico o elettronico a seconda del tipo. Una appendice superiore ospita il loader o serbatoio delle paintball che, per gravità o spinte da un motore elettrico, entrano nella canna pronte a essere sparate. La cadenza di sparo semiautomatico di un marcatore elettronico può arrivare fino a 22-25 paintball al secondo. In Italia si gioca rispettando il regolamento EPBF a 10,5 colpi al secondo.
- Vestiario: Un giocatore da paintball normalmente indossa un vestiario particolare e studiato appositamente per praticare in sicurezza e comodità questo sport. La maglia o la casacca (in inglese "jersey") generalmente identifica il team e distingue ogni singolo giocatore. Essa è di materiale sintetico, con rinforzi e protezioni facoltativi in diversi punti. I pantaloni sono di materiale molto resistente, come la cordura o il nylon. Anch'essi hanno dei rinforzi nei punti di maggior bisogno e hanno delle tasche con degli scopi ben precisi. Un capo accessorio dell'equipaggiamento sono i guanti, anche essi molto colorati con parti rigide nei punti più esposti.

Tra le aziende che producono attrezzatura per paintball c'è la Dye Precision.

## Sicurezza

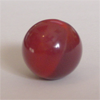
Un esempio di Paintball

La percentuale di incidenti è pari a 0,02 per esposizione, di molto inferiore ad altri sport giudicati meno pericolosi, come il calcio. La maschera va sempre indossata all'interno del campo e per evitare colpi accidentali che potrebbero recare danni a zone sensibili come bocca, naso e occhi al di fuori del campo i marcatori vengono otturati con appositi tappi o "calzini". Inoltre molti campi disincentivano l'atto di sparare a distanza ravvicinata, concedendo all'avversario la possibilità di arrendersi quando si è a portata di tiro entro una distanza prefissata. La quantità di infortuni nel paintball è stata stimata all'incirca 45 incidenti ogni 100 000 partecipanti ogni anno. Inoltre uno studio durato un anno intrapreso da Eye Emergency Department, Massachusetts Eye and Ear Infirmary in Boston ha mostrato che la maggior parte dei traumi agli occhi sono causati da pallacanestro, baseball, hockey e racquetball. Un altro studio ha concluso che i traumi agli occhi si sono verificati quando le misure di sicurezza non sono state rispettate, in particolare in assenza della maschera protettiva..

## Modalità di gioco
Le principali modalità di gioco del paintball sono tre: Scenario, Woodsball e Speedball. 
- Scenario - Si gioca in spazi all'aperto, coperti o misti. Si utilizzano strumenti, i marcatori, che possono essere meccanici o elettronici. I ripari possono essere artificiali e naturali, si incontrano quindi fusti metallici, autoveicoli, trincee, casolari e tutto ciò che suggerisce la fantasia di chi allestisce un campo.
- Woodsball - Si gioca nel bosco o comunque all'aperto in presenza di una fitta vegetazione. Si possono incontrare veicoli abbandonati o trincee artificiali. Sono ideali per i Big Game ovvero situazioni in cui si affrontano centinaia di giocatori capeggiati da generali che coordinano i movimenti. Si possono incontrare mezzi allestiti per l'occasione che simulano carrarmati e veicoli blindati. I campi di woodsball sono solitamente costruiti a sfondi tematici, più comuni sono: farwest, guerre, stabilimenti abbandonati e zombie war
- Speedball - Ad inizio anni 2000, la popolarità del paintball e l'interesse dei media hanno spinto alla creazione di una modalità di gioco spettacolare, facilmente visibile e codificata a livello nazionale e poi mondiale per la pratica del paintball agonistico. All'interno di campi rettangolari pianeggianti in erba o sintetico due squadre si affrontano al riparo di gonfiabili in PVC dalle svariate forme geometriche. In Europa la misura di un campo per una competizione 5 man deve essere di almeno 45x36 metri con un numero minimo di 35 ripari gonfiabili, le squadre normalmente sono composte da 3 o 5 membri e possono essere anche di 7 o 10. La vittoria avviene premendo un pulsante posto sulla base avversaria (in inglese push the button) o catturando una bandiera posta al centro del campo e riportandola alla base avversaria (capture the flag). L'aspetto del campo e la posizione degli ostacoli subiscono variazioni a seconda del tipo di torneo o dell'anno in cui esso viene tenuto, la disposizione dei gonfiabili viene chiamata "layout".

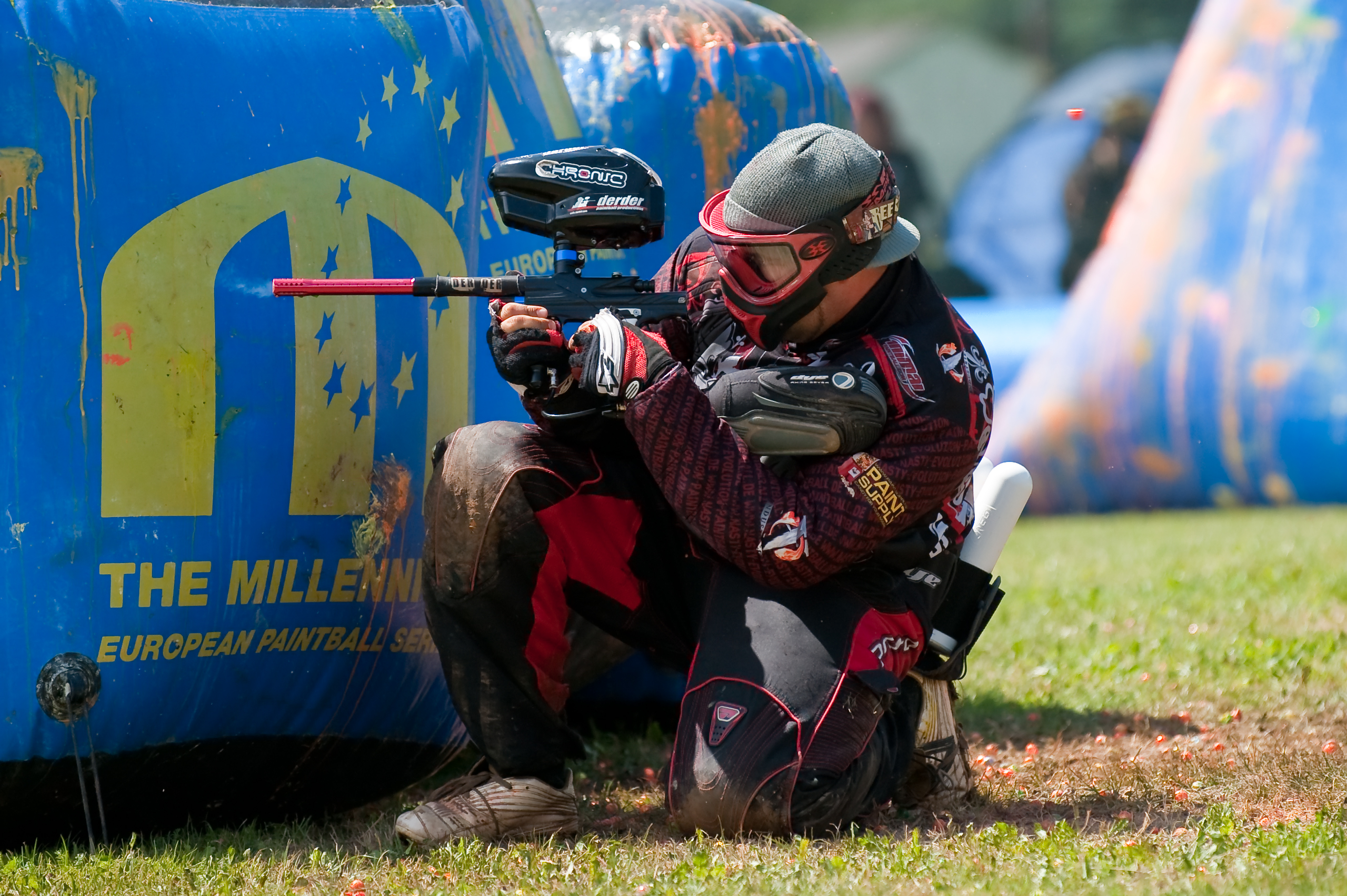
Un giocatore di paintball

## Il Paintball in Italia
Il primo campo da gioco in Italia apre a gennaio 1993 a Vigevano (PV) per opera di Gelo Andrea e della prima squadra: i Pizza Connection Paintball Team e solo dopo un periodo di non ben definita situazione legale, grazie all'operato dell'Ente di promozione sportiva C.S.E.N nella veste di De Rosa Fabio come responsabile nazionale tecnico per il settore Paintball. a ottobre è stato ufficializzato sulla Gazzetta Ufficiale e i marcatori sono divenuti attrezzi sportivi nei calibri di maggior diffusione 0.50" e 0.68" con la scissione di due tipi di utilizzo: per i marcatori da noleggio la potenza è rimasta invariata e deve essere minore di 7.5 J mentre per i marcatori agonistici deve essere minore di 12.7 J. Per marcatore da noleggio si intende il marcatore meccanico, una pressione di grilletto, un colpo; quelli agonistici hanno performance superiori, con scheda elettronica per la gestione dei parametri e destinati alle competizioni. Questi marcatori possono espellere le paintball anche con una combinazione di pressione grilletto, di solito una sequenza veloce di tre pressioni (ramping). La frequenza delle paintball emesse è limitata alle regole dei tornei nazionali ed internazionali.
L'ente di promozione sportiva C.S.E.N. si è adoperato nel far legittimare questo sport tramite il governo italiano nella realizzazione dei campi sportivi. I campi del paintball non rientrano nelle liste di 'impianti sportivi', ma in 'campi attrezzati', si faccia riferimento alla g.u. del 31 marzo 2020 numero 86 nelle pagine 3 del pdf e art.2 - punto 1 - sezione D, pagina 5 del pdf colonna dx Allegato A dell’Articolo 6 - punto 1. Si fa riferimento alla g.u. precedentemente menzionata nel far osservare le modalità di sicurezza in campo e alla presenza del personale addetto in campo con le relative specializzazioni.
Dal 2014 a.2018 grazie all'operato del governo affiancato dall'ente di promozione sportiva C.S.E.N. è stato presente nell'ambito elenco sportivo, ma con la riforma dello sport del 2018 la voce 'paintball' è stata rimossa assieme ad altre decine di sport amatoriali. Ad oggi tutti gli enti di promozione sportiva riconoscono il Paintball come specialità del Tiro Dinamico Sportivo per l'Air Soft. Ad oggi non è una "Disciplina Sportiva" direttamente riconosciuta dal Coni, ma è entrata a far parte delle discipline sportive accolte sotto l'egida di FIDASC (Federazione Italiana Discipline Armi Sportive e Cinofilia).
La modifica della legge 18 aprile 1975, n. 110 stabilisce che, anche in tal caso, sia il Banco nazionale di prova a procedere alla verifica di conformità dei prototipi di tali strumenti e inoltre chiarisce che quelli che erogano un’energia cinetica superiore a 7,5 joule possono essere utilizzati esclusivamente per attività agonistica, prevedendo in caso di violazione una sanzione amministrativa da euro 516 a euro 3.098, ai sensi dell’art. 17- bis, primo comma, del T.U.L.P.S. Tuttavia manca ancora il decreto ministeriale di attuazione circa le norme per l'acquisto, detenzione, trasporto, porto e utilizzo dei suddetti marcatori.
Il primo evento di carattere nazionale patrocinato dall'ente di promozione sportiva CSEN si è svolto a Grosseto nell'ottobre del 2010. Nel corso degli anni si sono alternati diversi campionati.
Dal 2015 il panorama nazionale vede un calendario composto da due differenti categorie: il campionato nazionale 5Men e il campionato italiano 3Men. 
4 tappe del campionato IPBS (Italian Paintball Series) diviso in due categorie (Serie A e Serie B). Al primo evento di Roma si iscrivono 8 squadre in Serie A e 12 squadre in Serie B. Dopo le 4 tappe il team di Napoli Extreme Neapolis si aggiudica il primo scudetto, bissando con il primo posto anche nella Serie B con gli Extreme Neapolis 2. Nel 2014 il titolo viene vinto per la seconda volta dagli Extreme Neapolis, col 3 posto in Serie A della loro seconda squadra, dopo questo evento il team di Napoli si ritirerà dall'evento. Nel 2015 il titolo viene vinto dagli Scorpions Milano che si erano classificati al 2 posto nel 2013 e nel 2014 e vinceranno il titolo nel 2016, anche loro dopo il doppio trionfo si sono ritirati dalle competizioni. Nel 2017 il titolo è stato vinto dagli Italian Idols di Padova.
Per la stagione 2015 l'IPBS fornisce anche un servizio di streaming online in collaborazione con SportTelevision (canale 182), con la trasmissione delle finali in diretta TV.
Dal 2014 oltre al campionato nazionale speedball, il panorama italiano si è arricchito del campionato woodsball/scenario organizzato da WSXBALL (Woodsball Scenario Speedball) diviso in due categorie di gioco tra meccanici ed elettronici. Il campionato si compone annualmente di 4 date di cui una a Big Game dove centinaia di partecipanti da tutta Italia si affrontano in un avvincente gioco.
Dal 2011 in concomitanza della tappa di Londra del Millennium Series, l'Italia presenta la Nazionale Italiana Paintball.
A partire dal 15 aprile 2020 è entrato in vigore il D.M. n°20 del 17 Febbraio 2020 "recante disposizioni per l'acquisto, la detenzione, il trasporto, il porto degli strumenti marcatori da impiegare nell'attività amatoriale ed in quella agonistica".

## Albo IPBS
- 2013 Extreme Neapolis (Napoli)
- 2014 Extreme Neapolis (Napoli)
- 2015 Scorpions Milano
- 2016 Scorpions Milano
- 2017 Italian Idols (Padova)
- 2018 Scorpions Milano
- 2019 Scorpions Milano
- 2020 Scorpions Milano
- 2021 Scorpions Milano
- 2022 Fast Purple Firenze
- 2023 Paintball La Fortezza (Roma)

## Videogiochi
Sono stati pubblicati diversi videogiochi riguardo al paintball o che contengono/riprendono le meccaniche del gioco:
- Extreme Paintbrawl
- Extreme Paintbrawl 2
- Extreme Paintbrawl 3
- Extreme Paintbrawl 4
- Greg Husting Paintball
- La serie di Disney Infinity
- Splatoon
- Splatoon 2